# تعديل تاريخي
في التأريخ، يحدّد مصطلح التعديل التاريخي بإعادة تفسير السجل التاريخي. عادة ما يعني ذلك تحدي وجهات النظر التي يعقدها علماء محترفون حول حدث تاريخي، أو تقديم أدلة جديدة، أو إعادة ذكر دوافع وقرارات المشاركين. يعكس تنقيح السجل التاريخي الاكتشافات الجديدة للحقائق والأدلة والتفسيرات التي تنتج تاريخاً منقّحاً. في الحالات الدرامية، ينطوي التنقيح على عكس الأحكام الأخلاقية القديمة حول الأبطال والأشرار.
على المستوى الأساسي، التنقيح التاريخي هو عملية مشتركة وليست مثيرة للجدل بشكل خاص لتطوير وصقل كتابة التاريخ. أكثر إثارة للجدل هو عكس النتائج الأخلاقية، والتي وصفت الأبطال والأخيار أو القوى الإيجابية والأشرار والأشخاص السيئين، أو القوى السلبية. إن هذا التنقيح يتحدي بسرعة من قبل أنصار الرأي القديم، وغالبا في ظروف ساخنة. يصبح النفي التاريخي، وهو شكل من أشكال التنقيح التاريخي الذي يقدم إعادة تفسير للمعنى الأخلاقي للسجل التاريخي. ويستخدم مصطلح «التعديل» بشكل جماعي من قبل الناس الذين يتهمون أن المراجعين قاموا عمدا بتشويه السجل التاريخي الحقيقي.

## معرفة تاريخية
التعديل التاريخي هو الوسيلة التي من خلالها السجل التاريخي - تاريخ المجتمع، كما هو مفهوم في ذاكرتهم الجماعية - يدمج باستمرار الحقائق والتفسيرات الجديدة للأحداث التي تفهم عادة بأنها التاريخ. قال المؤرخ جيمس مكفيرسون:
مع ذلك، فإن أربعة عشر ألف عضو في هذه الرابطة يعرفون أن المراجعة هي شريان الحياة للمنح الدراسية التاريخية. التاريخ حوار مستمر بين الحاضر والماضي. تفسيرات الماضي عرضة للتغيير استجابة للأدلة الجديدة، أسئلة جديدة من الأدلة، وجهات نظر جديدة اكتسبتها مرور الوقت. لا توجد «حقيقة» واحدة، أبدية، وغير قابلة للتغيير عن الأحداث الماضية ومعناها.
السعي الذي لا ينتهي من المؤرخين لفهم الماضي - أي التنقيح - هو ما يجعل التاريخ حيويا وذا مغزى. بدون تعديل، قد نكون عالقين مع صور إعادة الإعمار [1865-1877] بعد الحرب الأهلية الأمريكية [1861-1865] التي نقلها مواليد الأمة [1915]، وكلود بويرز في العصر التراجيدي [1929] . هل كان رجال الأعمال [1870 -1900] مذهب «نقباء الصناعة» أو «باربر السارق»؟
فبدون المؤرخين التحريريين الذين أجروا بحوثا في مصادر جديدة وطرحوا أسئلة جديدة ودقيقة، سنظل غارقين في واحد أو آخر من هذه الصور النمطية. كثيرا ما تعكس قرارات المحكمة العليا تفسير «تنقيحي» للتاريخ، وكذلك للدستور.
في مجال التأريخ، والمؤرخ الذي يعمل ضمن المؤسسة القائمة لل مجتمع، والذي أنتج مجموعة من كتب التاريخ، الذي هو أو هي يمكن أن يدعي السلطة، وعادة ما يستفيد من الوضع الراهن. على هذا النحو، يتجسد نموذج المؤرخين المهنيين كموقف استنكاري تجاه أي شكل من أشكال التنقيح التاريخي - سواء من الواقع أو التفسير، أو كليهما. على النقيض من شكل واحد من أشكال كتابة التاريخ، قال الفيلسوف توماس كون للعلوم، على النقيض من العلوم الصلبة القابلة لل قياس، والتي تتميز بنموذج واحد، وتتميز العلوم الاجتماعية من قبل العديد من النماذج التي تنبع من " تقاليد المطالبات، والمطالبات المضادة، والمناقشات حول [أساسيات] البحوث. حول المؤثرات ضد أعمال التاريخ المنقح الذي يقدم سرد تاريخي شامل ثقافيا للولايات المتحدة - وجهات نظر السود والنساء والحركة العمالية - المؤرخ ديفيد وليامز قال:
هذه الأصوات، وغيرها من الأصوات العلمية، دعت إلى معالجة أشمل لل تاريخ الأمريكي، مؤكدا أن كتلة الأمريكيين، وليس مجرد النخب السلطة، جعلت التاريخ. مع ذلك، كان الذكور البيض أساسا من قوة النخبة الذين لديهم وسائل لحضور الكلية، وأصبحوا مؤرخين مهنيين، وتشكيل وجهة نظر من التاريخ الذي خدم الطبقة الخاصة بهم، و العرق، والمصالح بين الجنسين على حساب أولئك الذين ليسوا محظوظين جدا - و، تماما حرفيا، إلى ورقة على جوانب التاريخ أنها وجدت غير مريحة. يقول دو بوا في عام 1935: "واحد مندهش في دراسة التاريخ"، عند تكرار فكرة أن الشر يجب أن ينسى، مشوهة، منزوع الدسم. . . . والصعوبة، بالطبع، مع هذه الفلسفة هي أن التاريخ يفقد قيمته، كحافز و [كمثال]؛ فإنه يرسم الرجال والنبلاء الكمال، لكنه لا يقول الحقيقة".
بعد الحرب العالمية الثانية، تم توسيع دراسة وإنتاج التاريخ في الولايات المتحدة من قبل جي. بيل، الذي سمح بتمويل "جيل جديد وأكثر على نطاق واسع من العلماء" مع وجهات النظر والتفسيرات المستمدة من الحركة النسوية، وحركة الحقوق المدنية، والحركة الهندية الأمريكية. هذا التوسع وتعميق مجموعة المؤرخين ألغى وجود تاريخ نهائي ومقبول عالميا، وبالتالي فإن المؤرخ التنقيحي يقدم للجمهور الوطني تاريخ تم تصحيحه وزيادته مع الحقائق الجديدة والأدلة والتفسيرات للسجل التاريخي. في دورة التاريخ الأميركي (1986)، على النقيض من مقارنة الولايات المتحدة الأمريكية خلال الحرب الباردة الأمريكية (1945-1991)، قال المؤرخ آرثر م. شليزنجر الابن:
لكن الآخرين، وخاصة في الولايات المتحدة. . . تمثل ما يسميه المؤرخون الأمريكيون التنقيح - وهذا هو الاستعداد لتحدي التفسيرات الرسمية. لا ينبغي أن يفاجأ أحد بهذه الظاهرة. وقد اتبعت كل حرب في التاريخ الأمريكي، في الوقت المناسب، عمليات إعادة تقييم متشككة للافتراضات المفترضة المقدسة. . . لأن التنقيح [التاريخي] هو جزء أساسي من العملية، التي من خلالها التاريخ، من خلال طرح مشاكل جديدة والتحقيق في إمكانيات جديدة، ويوسع وجهات نظرها ويثري رؤيتها. يتنافس المؤرخون التنقيحيون على النظرة السائدة أو التقليدية للأحداث التاريخية، وهم يثيرون وجهات النظر على خلاف مع التقليديين، والتي يجب أن يتم الحكم عليها حديثا. غالبا ما يمارس تاريخ المراجعة من قبل أولئك الذين هم في الأقلية، مثل المؤرخين النسويين، ومؤرخين من الأقليات العرقية، والذين يعملون خارج الأوساط الأكاديمية في الجامعات الأصغر والأقل شهرة، أو أصغر العلماء، أساسا المؤرخين الذين لديهم أكثر من اكتساب وعلى الأقل لتخسر في تحدي الوضع الراهن. في الاحتكاك بين التيار الرئيسي للمعتقدات المقبولة والمنظورات الجديدة للتنقيح التاريخي، تلقت الأفكار التاريخية المتغيرة إما، أو عززت، أو أوضحت. إذا كانت الأفكار التنقيحية على مدى فترة من الزمن تصبح الوضع الجديد للمؤسسة، يقال إن نقلة نوعية قد حدثت. المؤرخ فورست ماكدونالد غالبا ما ينتقد بدوره أن المراجعة قد اتخذت لكنه مع ذلك يعترف بأن الاضطرابات في التسعينيات من القرن العشرين في الولايات المتحدة غيرت الطريقة التي كتب بها التاريخ.هو كتب:
كانت النتيجة، المتعلقة بدراسة التاريخ، اهتماما مستيقظا بالمواضيع التي كان المؤرخون قد هجروها من قبل. التاريخ الهندي، التاريخ الأسود، تاريخ المرأة، تاريخ عائلي، ومجموعة من التخصصات. هذه الآفاق الموسعة أثرت فهمنا للماضي الأمريكي، لكنها أدت أيضا إلى أعمال المرافعة الخاصة، والتقليل من التزوير، والتزوير الصريح.
يتأثر المؤرخون من قبل زيتجيست (روح العصر)، والتغيرات التقدمية عادة للمجتمع والسياسة و الثقافة، التي وقعت بعد الحرب العالمية الثانية (1939-45)؛ في مستقبل الماضي (1989)، قال المؤرخ فان فان وودوارد:
جاءت هذه الأحداث مع التركيز والعنف الذي عادة ما يحجز مصطلح الثورة. إنها ثورة، أو ربما مجموعة من الثورات التي لم نعثر عليها حتى الآن. أطروحتي هي أن هذه التطورات سوف يجب أن تثير أسئلة جديدة عن الماضي، وتؤثر على قراءتنا لمناطق واسعة من التاريخ، وإيماني هو أن التنقيحات المستقبلية قد تكون واسعة بما فيه الكفاية لتبرير استدعاء العصر القادم من التأريخ «عصر إعادة التفسير».يظهر التوضيح الأول [غياب التاريخ الأمريكي للتهديدات الخارجية، بسبب الجغرافيا] أن يأتي أساسا من التاريخ الأمريكي، ولكن هذا لا ينبغي أن يحجب النطاق الأوسع للثورة، الذي ليس له قيود وطنية.
التطورات في الأكاديمية والثقافة والسياسة شكلت النموذج المعاصر لكتابة التاريخ - النموذج المقبول للتاريخ. قال الفيلسوف كارل بوبر أن «لكل جيل مشاكله ومشاكله الخاصة، وبالتالي، مصالحه الخاصة ونقطة نظره الخاصة»، وأنه:
يترتب على ذلك أن لكل جيل الحق في النظر في التاريخ وإعادة تفسيره بطريقته الخاصة. . . . بعد كل شيء، ندرس التاريخ لأننا مهتمون به، وربما لأننا نود أن نتعلم شيئا عن مشاكلنا [المعاصرة]. لكن التاريخ لا يمكن أن يخدم أيا من هذين الهدفين، إذا كنا نتردد، تحت تأثير فكرة موضوعية غير قابلة للتطبيق، في تقديم مشاكل تاريخية من وجهة نظرنا. لا ينبغي لنا أن نفكر في أن وجهة نظرنا، إذا ما طبقت بوعي ونقدي على المشكلة، ستكون أدنى من وجهة نظر الكاتب الذي يعتقد أنه من السذاجة. . . أنه وصل إلى مستوى من الموضوعية يسمح له بتقديم «أحداث الماضي كما حدث فعلا».
بما أن التأثيرات الاجتماعية والسياسية والثقافية تغير المجتمع، فإن معظم المؤرخين ينقحون ويحدثون تفسيرهم للأحداث التاريخية. إن الإجماع القديم، بناء على أدلة محدودة، قد لا يعد صالحا تاريخيا في شرح التفاصيل - السبب والنتيجة، للدافع والمصلحة الذاتية - التي تخبر كيف؟ ولماذا؟ حدث الماضي كما حدث؛ وبالتالي، فإن التنقيح التاريخي للسجل الوقائعي ينقح ليتوافق مع الفهم المعاصر للتاريخ. على هذا النحو، في عام 1986، وصف المؤرخ جون هوب فرانكلين أربع مراحل في تاريخ التجربة الأفريقية للحياة في الولايات المتحدة، والتي كانت تقوم على نماذج مختلفة من التوافق التاريخي.

## النفي والإنكار
المؤرخ ديبورا ليبستادت (إنكار المحرقة: الاعتداء المتزايد على الحقيقة والذاكرة، 1993)، والمؤرخين مايكل شيرمر وألكس غروبمان (تاريخ الإنكار: من يقول إن المحرقة لم تحدث أبدا ولماذا يقولون ذلك ؟، 2002)، يميزون بين التنقيح التاريخي والنفي التاريخي، وهذا الأخير هو شكل من أشكال الإنكار. وقال ليبستادت إن منكرى المحرقة، مثل هاري إلمر بارنز، يعرفون أنفسهم بأنفسهم «كمراجعين تاريخيين» من أجل حجب إنكارهم كمراجعة أكاديمية للسجل التاريخي.
على هذا النحو، قال ليبستادت، شيرمر، وغروبمان أن التنقيح التاريخي الشرعي يستلزم صقل المعرفة الموجودة حول حدث تاريخي، وليس إنكار الحدث، في حد ذاته؛ أن هذا التنقيح في التاريخ ينبثق من دراسة الأدلة الجديدة والتجريبية، وإعادة النظر، وما يترتب على ذلك من إعادة تفسير الأدلة المستندية القائمة. يعترف هذا التنقيح التاريخي الشرعي بوجود «مجموعة معينة من الأدلة التي لا يمكن دحضها» ووجود «تقارب بين الأدلة»، مما يشير إلى وقوع حدث - مثل الموت الأسود، والعبودية الأمريكية، والمحرقة؛ في حين أن إنكار التاريخ يرفض الأساس الكامل للأدلة التاريخية، وهو شكل من أشكال النفي التاريخي.

## تأثيرات
بعض التأثيرات على المؤرخين، والتي قد تتغير بمرور الوقت هي:
الوصول إلى البيانات الجديدة: فقدت الكثير من البيانات التاريخية. حتى المحفوظات لديها لاتخاذ القرارات على أساس الفضاء والفائدة على ما المواد الأصلية للحصول عليها أو الاحتفاظ بها. في بعض الأحيان يتم اكتشاف أو نشر الوثائق التي تعطي آراء جديدة للأحداث الراسخة. يمكن أن تغلق الحكومات المواد المحفوظة منذ سنوات عديدة، إما لإخفاء الفضائح السياسية، أو حماية المعلومات الحيوية للأمن القومي. عندما يتم فتح هذه المحفوظات، فإنها يمكن أن تغير المنظور التاريخي للحدث. على سبيل المثال، مع إصدار أرشيف أولترا في سبعينيات القرن العشرين تحت قاعدة الثلاثين عاما البريطانية، تم إعادة تقييم الكثير من عملية صنع القرار التكتيكي القيادة العليا الحلفاء، ولا سيما معركة الأطلسي. كما أن الإفراج عن أرشيف أولترا أجبر على إعادة تقييم تاريخ الكمبيوتر الإلكتروني.
مصادر جديدة بلغات أخرى: مع توفر المزيد من المصادر بلغات أخرى، يمكن للمؤرخين مراجعة نظرياتهم في ضوء المصادر الجديدة. إن مراجعة معنى العصور المظلمة هي مثال على ذلك.
التطورات في ميادين العلوم الأخرى: كان لتحليل الحمض النووي تأثير في مختلف مجالات التاريخ، مما يؤكد النظريات التاريخية الثابتة أو يقدم أدلة جديدة تقوض التفسير التاريخي القائم الحالي. كان البروفيسور أندرو شيرات، وهو من عصور ما قبل التاريخ البريطانية، مسؤولا عن تقديم عمل الكتابات الأنثروبولوجية عن استهلاك العقاقير القانونية وغير المشروعة حاليا وكيفية استخدام هذه الأوراق لشرح بعض جوانب مجتمعات ما قبل التاريخ. إن التعارف الكربوني، فحص النوى الجليدية وخواتم الأشجار، علم الحنجرة، تحليل سيم لعينات المعادن في وقت مبكر، وقياس نظائر الأكسجين في العظام، كلها قد وفرت بيانات جديدة في العقود القليلة الماضية التي تجادلت فيها الفرضيات الجديدة. إن استخراج الحمض النووي القديم يسمح للعلماء بأن يجادلوا ما إذا كان البشر ينحدرون جزئيا من إنسان نياندرتال أم لا.
القومية: على سبيل المثال، عند قراءة التاريخ المدرسي في أوروبا، فمن الممكن أن تقرأ عن حدث من وجهات نظر مختلفة تماما. في معركة واترلو معظم الكتب المدرسية البريطانية والفرنسية والهولندية والألمانية مائل المعركة للتأكيد على أهمية مساهمة دولهم. في بعض الأحيان يتم استخدام اسم الحدث لنقل السياسية أو منظور وطني. على سبيل المثال، نفس الصراع بين البلدين الناطقين باللغة الإنجليزية معروف باسمين مختلفين، على سبيل المثال، "حرب الاستقلال الأمريكية" و "الحرب الثورية الأمريكية". كما أن التصورات حول تغيير القومية تفعل ذلك مجالات التاريخ التي تقودها هذه الأفكار.
الثقافة: على سبيل المثال، كما أصبحت الإقليمية أكثر وضوحا في المملكة المتحدة بعض المؤرخين وقد اقترح أن الحرب الأهلية الإنجليزية هي أيضا أنغلو مركزية، وأنه لفهم الحرب، والأحداث التي كانت قد رفضت سابقا كما هو الحال على هامش ينبغي أن تعطى أكبر الشهرة؛ للتأكيد على ذلك، اقترح المؤرخون التنقيحيون أن الحرب الأهلية الإنجليزية تصبح مجرد واحدة من عدد من الصراعات المتشابكة المعروفة باسم حروب الممالك الثلاث. علاوة على ذلك، ومع تطور الثقافات، قد يصبح من المفيد استراتيجيا لبعض المجموعات ذات التفكير المنقح لمراجعة السرد التاريخي العام بطريقة من هذا القبيل إما لاكتشاف أو في حالات نادرة تصنيع سابقة يمكن للأعضاء المعاصرين من الثقافات الفرعية المعينة استخدام كأساس أو مبرر للإصلاح أو التغيير.
الأيديولوجية: على سبيل المثال، خلال الأربعينيات أصبح من المألوف أن نرى الحرب الأهلية الإنجليزية من المدرسة الماركسية الفكرية. على حد تعبير كريستوفر هيل، «كانت الحرب الأهلية حربا طبقية». في سنوات ما بعد الحرب العالمية الثانية تضاءل تأثير التفسير الماركسي في الأوساط الأكاديمية البريطانية، وبحلول السبعينيات، تعرض هذا الرأي لهجوم من قبل مدرسة جديدة من المراجعين، وقد انقلب إلى حد كبير باعتباره تفسيرا رئيسيا رئيسيا للنزاع في القرن السابع عشر في إنجلترا، واسكتلندا، وأيرلندا.
العلاقة التاريخية: غالبا ما تنقح قضايا السببية في التاريخ ببحوث جديدة: على سبيل المثال بحلول منتصف القرن العشرين كان الوضع الراهن هو رؤية الثورة الفرنسية نتيجة للارتفاع المذهل لطبقة متوسطة جديدة. كشفت الأبحاث التي أجريت في الستينيات من القرن العشرين، والتي أثارها المؤرخون التحريريون مثل ألفريد كوبان وفرانسوا فوريت، عن أن الوضع الاجتماعي أكثر تعقيدا، وأن مسألة ما تسببت به الثورة الآن تناقش عن كثب.

## النسخ المعدلة

### العصور المظلمة
كما تم تحليل النصوص غير اللاتينية، مثل الويلزية، الغيلية وساغس النورس وإضافة إلى شريعة المعرفة عن هذه الفترة، وظهرت أدلة أثرية أكثر من ذلك بكثير للضوء، ضاقت الفترة المعروفة باسم عصور الظلام إلى حيث لم يعد العديد من المؤرخين يعتقدون أن مثل هذا المصطلح مفيد. علاوة على ذلك، فإن مصطلح «الظلام» يعني ضيق أفق الثقافة والقانون، ولكن بتعريف أدق هو عدم وجود العديد من النصوص المصدرية في أوروبا القارية. كثير من العلماء الحديثين الذين يدرسون العصر يميلون إلى تجنب المصطلح تماما لدلالاته السلبية، وإيجاده مضللا وغير دقيق لأي جزء من العصور الوسطى.

### الإقطاعية
تم التشكيك في مفهوم الإقطاع. رفض علماء المراجع التي قادها المؤرخ إليزابيث أ. براون هذا المصطلح.

### أجينكور
على مدى قرون، يعتقد المؤرخون أن معركة أجينكور هي المشاركة التي يودها الجيش الإنجليزي، على الرغم من أن تفوق بأغلبية ساحقة أربعة إلى واحد من قبل الجيش الفرنسي، وسحبت انتصارا مذهلا - نسخة شعبية خاصة من قبل مسرحية شكسبير هنري الخامس. مع ذلك، البروفيسور آن كاري باستخدام سجلات التسجيل الأصلية، قد أثار التشكيك في هذا التفسير.على الرغم من أن أبحاثها لم تنته،  فقد نشرت نتائجها الأولية، أن الفرنسيين فقط يفوقون الإنجليزية بعدد عجلات حربية 12,000 إلى 8,000. إذا كان صحيحا، فإن الأرقام قد يكون مبالغ فيها لأسباب وطنية من قبل اللغة الإنجليزية.

### اكتشاف العالم الجديد
في إعادة سرد الاستعمار الأوروبي للأمريكتين، بعض الكتب التاريخية من الماضي لم تول اهتماما يذكر للشعوب الأصلية في الأمريكتين، وعادة ما ذكر لهم فقط في تمرير وعدم محاولة لفهم الأحداث من وجهة نظرهم.انعكس ذلك في وصف كريستوفر كولومبوس بعد اكتشاف أمريكا. منذ ذلك الحين تم تعديل صورة هذه الأحداث، وتجنب كلمة «الاكتشاف».
في كتابه المنقح عام 1990، «غزو الجنة»: كريستوفر كولومبوس والإرث الكولومبي، قال كيركباتريك سيل أن كريستوفر كولومبوس كان عازما إمبرياليا على الغزو من أول رحلة له. في مراجعة للكتاب في نيويورك تايمز، المؤرخ ومؤرخ كريستوفر كولومبوس لجنة اليوبيل المخلصة ويليام هاردي ماكنيل كتب عن البيع:
وضع لتدمير الصورة البطولية التي نقلها الكتاب في وقت سابق لنا. السيد سيل يبين كولومبوس للعالم قاسيا، جشعا وغير كفء (حتى كبحار)، ورجل كان له نية عازمة على إساءة استخدام الجنة الطبيعية التي دخل بها".
يعلن ماكنيل أن عمل سيل هو «غير تاريخي، بمعنى أنه [يختار] من السجل الغائم لدوافع كولومبوس الفعلية وأفعالها التي تناسب أغراض الباحث في القرن العشرين». يقول ماكنيل أن منتقدي ودعاة كولومبوس يقدمون «نوعا من تاريخ الرسوم الكاريكاتورية لتعقيد الواقع الإنساني عن طريق تحويل كولومبوس إلى غابة دموية أو قديس الجص، حسب الحالة».

### تشكيلات فرنسا الهجومية في الحروب النابليونية
يقول المؤرخ العسكري جيمس أرنولد:
كتابات سير تشارلز عمان والسير جون فورتيسكو هيمنت على تاريخ نابليون الناطق بالإنجليزية. أصبحت وجهات نظرهم [أن المشاة الفرنسية تستخدم أعمدة ثقيلة لمهاجمة خطوط المشاة] أصبحت الحكمة المتلقاة جدا ... بحلول عام 1998 يبدو أن نموذجا جديدا قد وضع في مع نشر كتابين مخصصين لتكتيكات المعركة النابليونية.ادعى كلاهما أن الفرنسيين قاتلوا في خط ميدا وكلا المستكشفين التكتيكيين الفرنسيين. يبدو أن نشر عام 2002 لمعركة مايدا 1806: خمسة عشر دقيقة من المجد قد جلب موضوع العمود مقابل الخط إلى نتيجة مرضية: «إن المصادر المعاصرة هي ... أفضل دليل واستنتاجها واضح: لواء كومبير العام شكلت في خط الهجوم لمهاجمة الكتيبة الخفيفة كيمبت». حدث العمل الحاسم في ميدا في أقل من خمسة عشر دقيقة. لقد استغرق الأمر 72 عاما لتصحيح خطأ المؤرخ الكبير عما حدث خلال تلك الدقائق.

### الحرب العالمية الأولى
انظر أيضا: أسباب الحرب العالمية الأولى

#### الذنب الألماني
في رد فعل على التفسير الأرثوذكسي المنصوص عليه في معاهدة فرساي (التي أعلنت أن ألمانيا مذنبة ببدء الحرب العالمية الأولى)، رفض المؤرخون «التنقيحيون» المؤرخون في العشرينات من القرن العشرين وجهة النظر الأرثوذكسية وقدموا سببا معقدا في العديد من البلدان الأخرى كانت مذنبة بنفس القدر.يتواصل النقاش الدائر بين العلماء.

#### ضعف القيادة العسكرية البريطانية والفرنسية
كثيرا ما أدان المؤرخون والسياسيون القيادة العسكرية للجيش البريطاني خلال الحرب العالمية الأولى على أنها فقيرة بعد عقود من انتهاء الحرب. كانت التهم الشائعة هي أن الجنرالات الذين يقودون الجيش كانوا أعمى عن واقع حرب الخنادق، جاهلين بظروف رجالهم، وكانوا غير قادرين على التعلم من أخطائهم، مما تسبب في وقوع أعداد هائلة من الضحايا («الأسود بقيادة الحمير»). مع ذلك، خلال الستينيات من القرن العشرين المؤرخين مثل جون تيرين بدأوا في تحدي هذا التفسير. في السنوات الأخيرة كما صدرت وثائق جديدة ومرور الوقت قد سمح لتحليل أكثر موضوعية، مؤرخين مثل غاري دي. شيفيلد وريتشارد هولمز لاحظ أن القيادة العسكرية للجيش البريطاني على الجبهة الغربية كان على التعامل مع العديد من المشاكل وأنهم لا يستطيعون السيطرة على مثل عدم وجود اتصالات عسكرية كافية، وهو أمر لم يعرف من قبل. علاوة على ذلك، تحسنت القيادة العسكرية طوال الحرب وبلغت ذروتها في تقدم مائة يوم الهجومية إلى النصر في عام 1918. بعض المؤرخين، وحتى التنقيحيين، لا يزالوا ينتقدون القيادة العليا البريطانية بشدة، لكنها أقل ميلا لتصوير الحرب بطريقة مبسطة مع القوات الشجاعة التي يقودها ضباط حمقى.
كانت هناك حركة مماثلة فيما يتعلق بالجيش الفرنسي خلال الحرب مع مساهمات مؤرخين مثل أنتوني كلايتون. من المرجح أن ينظر المراجعون إلى قادة مثل الجنرال الفرنسي فرديناند فوش، والجنرال البريطاني دوغلاس هيج وشخصيات أخرى، مثل الجنرال الأمريكي بيرشينغ، في ضوء متعاطف.

### إعادة الإعمار في الولايات المتحدة
رفض المؤرخون التعدديون لإعادة الإعمار بعد الحرب الأهلية الأمريكية مدرسة دانينغ المهيمنة التي ذكرت أن السود كانوا يستخدمون السجاد، وبدلا من ذلك شددوا على الجشع الاقتصادي من جانب رجال الأعمال الشماليين. في الواقع، في السنوات الأخيرة، أصبح «التنقيح الجديد» معيارا، يستخدم المعايير الأخلاقية للمساواة العرقية في القرن التاسع عشر الذين ألغوا عقوبة الإعدام من أجل انتقاد السياسات العنصرية. «إن كتاب فونر يمثل وجهة النظر التناسلية الناضجة والمستقرة»، المؤرخ مايكل بيرمان قد خلص إلى إعادة إعمار إريك فونر: الثورة الأمريكية غير المكتملة، 1863-1877 (1988).

### الذنب للتسبب في الحرب العالمية الثانية
المقال الرئيسي: أسباب الحرب العالمية الثانية
ألقى التفسير الأرثوذكسي باللوم على هتلر وألمانيا النازية وإمبراطورية اليابان للتسبب في الحرب.قال مؤرخو الحرب العالمية الثانية، ولا سيما تشارلز أ. بيرد، إن الولايات المتحدة هي المسؤولة جزئيا لأنها ضغطت على اليابانيين بشدة في 1940-41 ورفضت التنازلات. من المساهمات البارزة الأخرى في هذه المناقشة تشارلز تانسيل، الباب الخلفي للحرب (شيكاغو، 1952)؛ فريدريك سانبورن، ديسين فور وار (نيو يورك، 1951)؛ أند ديفيد هوجان، ذي فورسد وار (كوستا ميسا، 1989). اشتعل المؤرخ البريطاني أ. ج. بي. تايلور عاصفة عندما قال هتلر دبلوماسيا عاديا ولم يتعمد أن يسبب حربا.
قال باتريك بوكانان،  وهو محافظ وناقد أمريكي، أن الضمانة الأنجلو-فرنسية لبولندا في عام 1939 شجعت بولندا على عدم التوصل إلى حل وسط حول دانزيغ، على الرغم من أن بريطانيا وفرنسا لم تكنا في وضع يسمح لهما بالحصول على مساعدات بولندا، وكان هتلر يقدم للبولنديين تحالف في المقابل. يقول إنهم تحولوا بالتالي إلى نزاع حدودي بسيط إلى صراع عالمي كارثي، وسلموا شرق أوروبا، بما في ذلك بولندا، إلى ستالين.قال بوشانان ان الاتفاق البريطانى مع بولندا يضمن ان البلاد ستغزو لان ستالين يعرف ان الامبراطورية البريطانية لن تكون قادرة على اعلان الحرب على ألمانيا والاتحاد السوفيتى في عام 1939.

### الأعمال الأمريكية و «باربر السارق»
بدأ دور الشركات الأمريكية و "بارونات السارق" المزعومة في التنقيح في الثلاثينيات. وصفت "مراجعة الأعمال" من قبل غابرييل كولكو والمؤرخين مثل ألان نيفينز، وفي وقت لاحق، ألفريد د. تشاندلر على المساهمات الإيجابية من الأفراد الذين كانوا في الصورة في السابق كالأشرار. كتب بيتر نوفيك، "إن الحجة القائلة بأن أيا كان الأخلاق من بارونات السارق، كانت تفوق بكثير من إسهاماتهم الحاسمة في القوة العسكرية الأميركية و[الصناعية]، وكثيرا ما استدعى ألان نيفينز.

### الحرب الباردة
في تاريخ الحرب الباردة، يوجد نقاش بين مؤرخين يدعون إلى تفسير «أرثوذكسي» و «تنقيحي» للتاريخ السوفياتي والجوانب الأخرى للحرب الباردة مثل حرب فيتنام.

#### حرب فيتنام
أمريكا في فيتنام (1978)، من قبل غونتر ليوي، هو مثال على التنقيح التاريخي الذي يختلف كثيرا عن وجهة نظر شعبية لدور الولايات المتحدة في حرب فيتنام (1955-1975)، التي انتقدها المؤلف ودعم للانتماء إلى المدرسة المراجعة في تاريخ حرب فيتنام. إعادة تفسير ليوي كان الكتاب الأول من مجموعة من عمل مؤرخي المدرسة المراجعة حول الدور الجيوسياسي والسلوك العسكري للولايات المتحدة في بلاد فيتنام.
في مقدمة لأمريكا في فيتنام، قال ليوي:
هذا هو الاستنتاج المنطقي لهذه الدراسة. . . أن الشعور بالذنب الذي خلقته حرب فيتنام في أذهان العديد من الأميركيين ليس له ما يبرره، وأن التهم الموجهة إلى السلوك غير القانوني وغير الأخلاقي بشكل رسمي وغير متجانس لا أساس لها.الواقع أن الفحص المفصل لممارسات ساحة المعركة يكشف أن فقدان حياة المدنيين في فيتنام كان أقل بكثير مما كان عليه في الحرب العالمية الثانية [1939-45] وكوريا [1950-53] وكان القلق بشأن التقليل إلى أدنى حد من ويلات الحرب قويا. إن قياس ومقارنة الدمار والخسائر في الأرواح الناجمة عن حرب مختلفة سيكونان موضع اعتراض على أولئك الذين ينكرون كل اللجوء إلى القوة العسكرية كأداة للسياسة الخارجية ويمكن أن يفسر على أنه قساوة. لكن ما دامت الحروب تجرى على الإطلاق، يظل من واجبها الأخلاقي السعي إلى الحد من العذاب الناجم عن الحرب، ولا ينبغي الاستغناء عن الوفاء بهذا الالتزام. أمريكا في فيتنام (1979)، الصفحة. السابعة. تشمل التفسيرات الأخرى للسجل التاريخي للحرب الأمريكية في فيتنام، التي تقدم تفسيرات بديلة للسلوك الأميركي، لماذا نحن في فيتنام (1982)، من قبل نورمان بودهوريتز،  انتصار الفجر: حرب فيتنام، 1954-1965 (2006))، مارك مويار، وفيتنام: الحرب الضرورية (1999)، بواسطة مايكل ليند.